# Don’t Cry
Don’t Cry (engl. für: „Weine nicht“) ist eine Hard-Rock-Ballade der US-amerikanischen Band Guns N’ Roses. Sie erschien auf beiden Teilen der Doppelveröffentlichung Use Your Illusion I & II in unterschiedlichen Versionen und wurde daraus im September 1991 als Single ausgekoppelt. Das Stück erreichte hohe Chartpositionen in Europa und den USA, darunter Platz 8 in Großbritannien und Platz 10 in den USA.

## Hintergrund
Von dem Song, der mit unterschiedlichem Text auf den beiden Alben veröffentlicht wurde (die Version auf Use Your Illusion I wurde die offizielle Single), gibt es auch noch eine dritte Version. Sie wurde bereits während der Aufnahmen zum Album Appetite for Destruction 1986 eingespielt und erschien als weitere Version auf der Single. Bei den Versionen auf Use Your Illusion übernahm Shannon Hoon, Sänger von Blind Melon und ein Freund von Axl Rose, den Hintergrundgesang. Er ist auch im Musikvideo zu sehen.
Das Stück bildet mit den nachfolgenden Singles Estranged und November Rain eine Trilogie, wie Rose einmal sagte. Sie sei teilweise von der Kurzgeschichte Without You von Del James inspiriert. Der Song handelt davon, dass eine Frau ihren Mann verlässt. Bei Making F@#$ing Videos sagte Rose, der Song handle von einer Frau, mit der Izzy Stradlin befreundet war und die Rose ebenfalls attraktiv fand, die ihm aber mitteilte, dass sie ihn nicht wolle. Wenig später hätten Rose und Izzy Stradlin' den Song gemeinsam geschrieben. Der Song entstand Ende 1984 bzw. Anfang 1985.

## Musikvideo
Auch zu diesem Stück wurde ein sehr aufwendiges Video gedreht. Neben der Handlung, die u. a. Beziehungsprobleme der Hauptfigur umfasst, sieht man die Band auf einem Hochhausdach spielen, wo sie aus Helikopterperspektive gefilmt wird. Das Video wurde gefilmt, als Izzy Stradlin’ die Band bereits verlassen hatte. Dizzy Reed trug im Video ein T-Shirt mit der Aufschrift „Where’s Izzy?“.

## Aufführung
Das Stück wurde auf den meisten Tourneen der Band live gespielt, lediglich bei den ersten Konzerten der Chinese-Democracy-Tour fehlte es.

## Kommerzieller Erfolg

### Chartplatzierungen
| ChartsChartplatzierungen       | Höchstplatzierung | Wochen |
| ------------------------------ | ----------------- | ------ |
| Deutschland (GfK)              | 22 (22 Wo.)       | 22     |
| Schweiz (IFPI)                 | 3 (21 Wo.)        | 21     |
| Vereinigte Staaten (Billboard) | 10 (19 Wo.)       | 19     |
| Vereinigtes Königreich (OCC)   | 8 (4 Wo.)         | 4      |

### Auszeichnungen für Musikverkäufe
| Land/Region                  | Auszeichnungen für Musikverkäufe (Land/Region, Auszeichnung, Verkäufe) | Verkäufe |
| ---------------------------- | ---------------------------------------------------------------------- | -------- |
| Australien (ARIA)            | Gold                                                                   | 35.000   |
| Brasilien (PMB)              | Gold                                                                   | 30.000   |
| Dänemark (IFPI)              | Gold                                                                   | 45.000   |
| Italien (FIMI)               | Platin                                                                 | 50.000   |
| Neuseeland (RMNZ)            | Platin                                                                 | 10.000   |
| Spanien (Promusicae)         | Platin                                                                 | 60.000   |
| Vereinigte Staaten (RIAA)    | Gold                                                                   | 500.000  |
| Vereinigtes Königreich (BPI) | Silber                                                                 | 200.000  |
| Insgesamt                    | 1× Silber · 4× Gold · 3× Platin ·                                      | 930.000  |

Hauptartikel: Guns N’ Roses/Auszeichnungen für Musikverkäufe